# NGC 7832
NGC 7832 je eliptická galaxie v souhvězdí Ryb. Její zdánlivá jasnost je 13,2m a úhlová velikost 1,9′ × 1,0′. Je vzdálená 283 milionů světelných let, průměr má 160 000 světelných let. Galaxii objevil 20. září 1784 William Herschel. Pozdější pozorování z 12. září 1896 Lewise Swifta bylo duplicitně katalogizováno v doplňku katalogu NGC jako IC 5386. 